# 岩手県道203号奥中山停車場線
岩手県道203号奥中山停車場線（いわてけんどう203ごう おくなかやまていしゃじょうせん）は、岩手県二戸郡一戸町を通る一般県道である。

## 概要
奥中山高原駅と岩手県道30号葛巻日影線を結ぶ。県道30号との交点は変則十字路となっている。また奥中山高原駅より北側は町道となって奥中山高原スキー場へと続いている。
駅名はIGRに経営移管後「奥中山高原」に改称されているが、路線名は以前のままで変更されていない。

### 路線データ
- 起点：奥中山停車場（奥中山高原駅）
- 終点：一戸町中山（岩手県道30号葛巻日影線交点）

## 地理

### 通過する自治体
- 二戸郡
  - 一戸町

### 交差する道路
- 岩手県道30号葛巻日影線（終点）

### 沿線の施設など
- いわて銀河鉄道線 奥中山高原駅